# Göran Andersson (seglare)
Thore Göran Andersson, född 4 oktober 1939 i Lysekil, död 18 november 2020 i Skärhamn, var en svensk seglare.
Andersson tävlade för Marstrands SS.
Andersson tävlade för Sverige vid olympiska sommarspelen 1960 i Rom, där han slutade på 28:e plats i finnjolle.
Andersson tog VM-guld i OK-jolle 1965 och 1966. Utöver seglingen jobbade han som segelmakare, masttillverkare och båtbyggare. I oktober 2019 blev Andersson invald som nummer 12 i svensk seglings Hall of Fame.